# Portëz
Portëz là một xã trong quận Fier thuộc hạt Fier, Albania. Dân số năm 2005 là 8911 người.